# ル・ボラン
『ル・ボラン』(Le Volant) は、芸文社が発行する日本の月刊自動車雑誌である。
欧州車を中心に乗用車に関する情報や話題を扱う。2010年現在、毎月26日発行で一冊定価は900円、吉田聡が編集長を務める。
1977年2月に学習研究社の子会社であった立風書房が「ファッショナブルな男のカーマガジン」として創刊したが、2004年7月に立風書房が解散して親会社の学研が発行を引き継ぎ、2018年12月に学研プラスからCCCグループの株式会社ネコ・パブリッシングが譲受した。2024年4月1日付でネコ・パブリッシングから芸文社に譲渡された。25 - 40歳程度で男性の自動車愛好家を読者層として想定する。
誌名の「le volant」は、フランス語のハンドルの意である。
「カー・マガジン」が隔月刊となった2020年8月以降、ネコ・パブリッシングが刊行する自動車雑誌で唯一の月刊誌であった。